# Tortum (district)
Tortum is een Turks district in de provincie Erzurum en telt 22.372 inwoners (2007). Het district heeft een oppervlakte van 1467,4 km². Hoofdplaats is Tortum.
De bevolkingsontwikkeling van het district is weergegeven in onderstaande tabel.
| 1997   | 2000   | 2007   |
| ------ | ------ | ------ |
| 37.897 | 38.697 | 22.372 |